# 四(4-溴苯基)锗
四(4-溴苯基)锗是一种有机锗化合物，化学式为C24H16Br4Ge。它可由1,4-二溴苯和正丁基锂、四氯化锗反应制得。它和正丁基锂反应后，通入二氧化碳，再酸化后可以得到四(4-羧基苯基)锗。它和三甲基硅基乙炔在碱和催化剂存在下反应，可以得到四(4-三甲基硅基乙炔基苯基)锗。